# Ali Shabani
Ali Khalil Shabani Bengar (in persiano علی شعبانی بنگر‎; Babol, 18 maggio 1995) è un lottatore iraniano, specializzato nella lotta libera e greco-romana.
È stato campione continentale ai campionati asiatici di Almaty 2021 nel torneo di lotta libera −97 kg.

## Palmarès
| Anno | Manifestazione      | Sede          | Evento | Risultato | Note |
| ---- | ------------------- | ------------- | ------ | --------- | ---- |
| 2018 | Mondiali U23        | Bucarest 2018 | −97 kg | Bronzo    |      |
| 2019 | Mondiali            | Nur-Sultan    | −97 kg | 10º       |      |
| 2021 | Campionati asiatici | Almaty        | −97 kg | Oro       |      |